# 柳田淳一
柳田淳一（日语：／ Yanagita Junichi，4月5日—）是日本的男性聲優。出身於福岡縣。隸屬於I'm Enterprise。

## 人物
就讀日本播音演技研究所之後、2008年4月1日加入I'm Enterprice。
擁有劍道三段、普通汽車駕照。

## 演出作品
※粗體字為主要角色。

### 電視動畫
2009年
- KIDDY GiRL-AND（肌肉男隊員A）
- SKIP BEAT！華麗的挑戰（綠寶石坂崎）

2010年
- 聖痕鍊金士（男學生B）
- 我的妹妹哪有這麼可愛！（男學生）

2011年
- 戰國☆天堂 -極-（福島正則）
- 我的朋友很少（男學生、男B、紅狼牙鰕虎魚騎士、店員、醬油仙貝攤子的大叔）

2012年
- 女王之刃 叛亂（骸骨船員A）
- 坂道上的阿波羅（學生、男子、前輩、同僚）
- Muv-Luv Alternative Total Eclipse（下士官B、自動音聲、管制官、蘇聯軍OP、作業員A、整備兵C、恐怖份子衛士）
- 豆芽小文Returns（學生）
- 戀愛與選舉與巧克力（議長、無線電的聲音）
- 鄰座的怪同學（瀨田）
- K（坂東三郎太、男學生、布施大輝）
- Little Busters!（男學生C、恐怖分子A）
- 只要妳說妳愛我（經紀人）
- 櫻花莊的寵物女孩（店員）

2013年
- 我女友與青梅竹馬的慘烈修羅場（男學生B、男A、安岡、男學生、觀眾D、攝影師）
- AKB0048 next stage（男B、觀眾A、真菌A）
- 南家三姐妹 我回來了
- THE UNLIMITED 兵部京介（USEI隊員）
- 鎖鎖美小姐@不好好努力（同學D）
- 琴浦小姐（醫師A、男學生A、男A）
- PSYCHO-PASS 心靈判官（男學生）
- 黑色嘉年華（警備員、SP）
- 惡之華
- 打工吧！魔王大人（麥兵（日语：コメ兵）的店員）
- 決鬥大師 Victory V3（英國人）
- 我的妹妹哪有這麼可愛。（主持人、御宅族B）
- 翠星上的加爾岡緹亞（斯特魯卡、彼利安的同伴）
- 襲來！美少女邪神W（男）
- 科學超電磁砲S（Skill Out、男子學生）
- 變態王子與不笑貓（打工人員）
- 戰姬絕唱SYMPHOGEAR G（通信士）
- 科學小飛俠Crowds（高橋福太郎、街上的人、乘客、頭像）
- Super Seisyun Brothers -超青春姐弟s-（丸岡伊織）
- 境界的彼方（男學生）
- 青春紀行（男性信者2、前會長、足球社員、健美者）
- 噬血狂襲（搜査員、島上守衛、特畢亞斯·加坎）
- 機巧少女不會受傷（警備員C、警備員B、男學生A）
- 蒼藍鋼鐵戰艦（船員A）

2014年
- 青春紀行（星前輩）
- 噬血狂襲（作業員、魔導士）
- 魔女的使命（男學生、刑務官1）
- 愚者信長（烏諾駕駛員、艦橋作業員B）
- selector infected WIXOSS（教師、男友）
- 展開騎士（導航系統）
- 健全機鬥士（報導、輔佐官）
- 魔法科高中的劣等生（學生、F.I.T.研究員、格列高利、一高學生、恐怖分子、兵士）
- 地球隊長（香川海斗、警備員）
- 如果折斷她的旗（茶髮、過路人（男）)
- 龍孃七七七埋藏的寶藏（同學B）
- M3〜其為黑鋼〜（事務官）
- 白銀的意志 ARGEVOLLEN（部下、卡迪軍曹、因格米亞兵士、亞蘭達斯將校）
- ALDNOAH.ZERO（駕駛員）
- 月刊少女野崎同學（不良少年）
- 三坪房間的侵略者！？（學生）
- selector spread WIXOSS（青年）
- 魔彈之王與戰姬（墨吉涅兵）
- 灰色的果實（黑服2）
- 晨曦公主（文官、守備兵、衛兵、風之部族、兵士、先代白龍、村人、盗賊、里人）
- 卡片戰鬥先導者G（安城守[5]、先導者B）

2015年
- 晨曦公主（ヨドル、亮）
- JoJo的奇妙冒險 星塵鬥士（店主、男B、警官、服務生、作業員A、男、審判、肯尼G）
- 純潔的瑪利亞（騎士·約翰）
- 女孩子啊（父[6]）
- 四月是你的謊言（岡耕介）
- 境界觸發者（蘭巴涅因）
- （爸爸[7]）
- 在地下城尋求邂逅是否搞錯了什麼（冒險者F、劍的魔法使）
- 食戟之靈（青木大吾、客B、男學生B）
- 電波教師（不良B、不良少年）
- 境界之輪迴（只野智也）
- 惡魔高校D×D BorN（阿傑卡·別西卜）
- 亞爾斯蘭戰記（士兵、拉傑特拉的副官）
- 灰色的樂園（摩托車男子）
- Chaos Dragon 赤龍戰役（部下D）
- 若葉女孩（男子A、帥哥聲音）
- GATE 奇幻自衛隊 在彼方的土地，如斯的戰鬥（荷多琉·雷·馬爾席）
- 下流梗不存在的灰暗世界（善導課職員A、播報聲、風紀委員A、内通者、播報員）
- Charlotte（不良A、弓道部部員、可疑男子、擔任教員、超商店長、黑服A、飛機頭男、格利拉）
- 出包王女DARKNESS 2nd（杉村、車掌）
- 重裝武器（恐怖分子、通信兵、兵士）
- K RETURN OF KINGS（坂東三郎太、布施大輝、隊員、綠的族人）
- 落第騎士英雄譚（學生、學生們、真鍋、夥伴）
- 機動戰士GUNDAM 鐵血的孤兒（末日號角士兵）
- 高校星歌劇（學生、播報聲）
- 卡片戰鬥先導者G 齒輪危機篇（安城守）

2016年
- Active Raid－機動強襲室第八課－（犯人B）
- 暗殺教室 第2期（殺手、久志）
- 舞武器·舞亂伎（舞武器警官、朝吹玄馬）
- Dimension W －第四次元－（幹部、學生、Qi隊員、醫師）
- 赤髮白雪姬 第2期（國民A）
- 重裝武器（作業員、家和[8]）
- 機動戰士GUNDAM 鐵血的孤兒（末日號角作業員、凱爾妲親衛隊）
- Re:從零開始的異世界生活（超商店員、討伐隊）
- 飛翔的魔女（播報聲、男C）
- 卡片戰鬥先導者－超越之門篇（安城守）
- 食戟之靈 貳之皿（青木大吾）
- Rewrite（吉野晴彥、神戶圭介）
- 亞爾斯蘭戰記 風塵亂舞（士兵、軸德族、海賊）
- TABOO TATTOO－禁忌咒紋－（正義的父親）
- 發條精靈戰記 天鏡的極北之星（米修里）
- 一人之下 the outcast（宋刑事）
- Active Raid－機動強襲室第八課－ 2nd（網路勒索犯A、父、大使館員、廣播）
- 齊木楠雄的災難（學生D、男學生A、廣播、男學生F、男性A、改造人汽水俠2號、樫村大河、年輕人A、不良C、李小蠍Jr.、約翰·麥克馬洪、助手）
- 路人超能100（嶽內）
- 舞武器·舞亂伎 星之巨人（計程車司機）
- WWW.WORKING!!（男性客B、番長）
- TRICKSTER －來自江戶川亂步「少年偵探團」－（上司B）
- 輕拍翻轉小魔女（鋼鐵男孩、神官）
- Classicaloid（社員）
- 超自然9人組（幸崎刑事、研究員）
- 啟航吧！編舟計畫（社員、宣傳部員）

2017年
- 數碼暴龍宇宙-應用怪獸（醫療獸）
- 亞人醬有話要說（太田淳一、手下A）
- 鎖鏈戰記 ～赫克瑟塔斯之光～（維爾納）
- Hand Shakers（觀眾、璃璃的父親）
- Rewrite 2nd Season -Moon篇 Terra篇-（吉野晴彥、神戶圭介）
- 來自「没有荣耀的天才们」的故事（日语：栄光なき天才たち）（發令員）[9]
- 櫻花任務（第二助監督、年輕人）
- 時鐘機關之星（管制官、作業員）
- 快盜天使BREAK（田原老師、螞蟻戰鬥員）
- Re:CREATORS（高良田概）
- ID-0（I Machine兵2、通信4、學生2）
- 在地下城尋求邂逅是否搞錯了什麼 外傳 劍姬神聖譚（ファルガー・バトロス）
- 戰姬絕唱SYMPHOGEAR AXZ（機長）
- 騎士&魔法（迪馬內老師）
- 妖怪公寓的優雅日常（殭屍青年、加賀、佐佐木）
- 咕嚕咕嚕魔法陣（士兵B、搜索之眼）
- Gamers 電玩咖！（男學生B、男學生、工藤、黑服A）
- 食戟之靈 餐之皿（GASTRON紅）
- Infini-T Force（主播A）
- Just Because!（清水徹）
- 少女終末旅行（廣播）
- 奇諾之旅 -the Beautiful World- the Animated Series（廚師A）
- 偶像大師SideM（恭二的哥哥）
- 血界戰線 & BEYOND（ブリゲイド）
- 泥鯨之子們在沙地上歌唱（イェネオドロス）
- 犬屋敷（廣播、鮫島的手下、客）
- 無論何時我們的戀情都是10厘米。（男、電視旁白、電影社成員B）

2018年
- 比宇宙更遠的地方（隊員）
- citrus（柚子精）
- iDOLiSH7（日向秋人）
- DAME×PRINCE ANIME CARAVA（奇怪的男子）
- 妖精森林的小不點（售貨員、シウヒコ、ピリュウ）
- 霸穹 封神演義（黑麒麟、秦天君）
- 博多豚骨拉麵團（大哥哥、殺手、主播、小弟、安倍、黑岩、暴漢、男、獸王的小弟）
- 齊木楠雄的災難 第2期（ブルーム使い）
- GUNDAM創鬥者 潛網大戰（安）
- 漫畫女孩（翼的父親）
- 極道超女（田中、膳場）
- 刀劍神域外傳Gun Gale Online（玩家）
- 食戟之靈 餐之皿 遠月列車篇（青木大吾）
- 黃金神威（士兵們、山本理髮店店主）
- 惡魔高校D×D HERO（阿傑卡·別西卜、工作人員）
- 輕羽飛揚（主將）
- 後街女孩（旁白、泰國的醫生）
- 工作細胞（紅血球1、白血球〈2626〉、紅血球3、一般細胞1、消化管細胞、廣播2、交感神經細胞隊長）
- 搖曳莊的幽奈小姐（魚人）
- 關於我轉生變成史萊姆這檔事（大鬼族→黑兵衛[10]）
- 隔壁的吸血鬼美眉（老師）
- 終將成為妳（男學生）
- 火之丸相撲（學生、記者、觀眾、校長）
- 我讓最想被擁抱的男人給威脅了。（記者A、北野和希）
- 刀劍神域 Alicization（哥布林）

2019年
- 路人超能100 II（嶽內）
- 格林筆記 The Animation（住民A、避難民A）
- Endro～！（士兵）
- 魔法禁书目录III（提克帕托）
- 我們真的學不來！（鈴木）
- 文豪Stray Dogs 第3期（港區黑幫成員）
- 女高中生的虛度日常（帥哥、鈴木、電玩中心的店員）
- 炎炎消防隊（廣播、隊員、第七隊員）
- 平凡職業造就世界最強（大衛·札勒）
- 普通攻擊是全體二連擊，這樣的媽媽你喜歡嗎？（伙伴B）
- 在地下城尋求邂逅是否搞錯了什麼II（客、勇者）
- 慎重勇者～這個勇者明明超TUEEE卻過度謹慎～（男神像）
- 我們真的學不來！第2期（鈴木、警官）

2020年
- 成群結伴！西頓學園（動物♂、黑森烏爾夫）
- number24 (上丘伊吹)
- 神推偶像登上武道館我就死而無憾（旁白、村上、偶像宅、田村）
- 索瑪麗與森林之神（狩獵人類者）
- 神之塔 -Tower of God-（延昌秀、莫契、亞瑞謝·阿米考洽茲）
- 夢夢貓（部下A、某人）
- 昨日之歌（店員）
- 白貓 Project ZERO CHRONICLE（獸人）
- 魔法水果籃 第2期（紅葉的父親）
- 噴嚏大魔王2020（薩沙）
- 炎炎消防隊 貳之章（第7隊員、焰人、聖陽教徒、哪吒的父親）
- 魔物娘的醫生（年輕人）
- 戀與製作人〜EVOL×LOVE〜（男學生、戰鬥員）
- 強襲魔女 通往柏林之路（邁亞）
- 災禍的真理 -ZUERST-（班傑明）
- 暮蟬悲鳴時 業（所長）

2021年
- 花樣滑冰Stars（廣播、實況）
- EX-ARM（手下、總理親信）
- 遊戲王SEVENS（秘書）
- 工作細胞!!（白血球〈2626〉）
- 境界觸發者 2nd season（蘭巴涅因）
- Dr.STONE 新石紀 STONE WARS（巨漢）
- 無職轉生～到了異世界就拿出真本事～（羅爾茲）
- 堀與宮村（男子高中生）
- 暮蟬悲鳴時業（山狗）
- Vivy -Fluorite Eye's Song-（男性、托瓦克隊員2、ケンジ）
- 關於我轉生變成史萊姆這檔事 轉生史萊姆日記（黑兵衛）
- 憂國的莫里亞蒂（給仕）
- 不要欺負我，長瀞同學（男劍士、阿宅）
- 東京復仇者（丁次）
- 灼熱卡巴迪（室屋大助）
- 哥吉拉 奇異點（廣播D、統合情報部員、監視員）
- 佐賀偶像是傳奇 捲土重來（歷戰志士 に）
- 卡片戰鬥!! 先導者 overDress（近導仁悠）
- 戰鬥員派遣中！（風之浮士德勒斯）
- 現實主義勇者的王國重建記（托爾曼）
- 死神少爺與黑女僕（比歐拉的隨從、執事A、執事）
- 開掛藥師的異世界悠閒生活～到異世界開藥房去～（摩斯）
- 暗夜第六感 2041（田中仁）
- 夢夢貓 Mix！（向日葵）
- EDENS ZERO 伊甸星原（強盜）
- 暮蟬悲鳴時卒（所長）
- 86－不存在的戰區－（中隊長）
- 鍵等（吉野晴彥）
- 境界戰機（鐵塚一心）

2022年
- ORIENT 東方少年（學生、礦夫、領民、龍造寺武士團團員、武士、島津、長尾定國）
- 失格紋的最強賢者（教師）
- BORUTO-火影新世代-NARUTO NEXT GENERATIONS-（辰浪）
- 薔薇王的葬列（盗賊、男性A）
- 天才王子的赤字國家重生術（多拉沃德）
- 少女前線（富蘭克林）
- 秘密內幕～女警的反擊～（坂本）
- 處刑少女的生存之道（騎士）
- Healer Girl 歌癒少女（錦之助）
- BLACK★ROCK SHOOTER DAWN FALL（老闆、博爾特少佐、和平構築軍士兵）
- 不會拿捏距離的阿波連同學（體育老師）
- 鍵等 第2期（吉野晴彥）
- 王者天下 第4期（松琢）
- 輝夜姬想讓人告白－超級浪漫－（大學生）
- 轉生賢者的異世界生活～取得第二職業，成為世界最強～（雷金、信徒B）
- 異世界歸來的舅舅（村民、冒險家A）
- 幕末替身傳說（河上彦齋、内山彥次郎）
- 天籟人偶（復員兵、山衛大尉、店主、士兵B）
- OVERLORD Ⅳ（四武器盗賊）
- 金裝的維爾梅～瀕臨留級的魔法師聯手最強災厄勇闖魔法世界～（麥肯格）
- 我想成為影之強者！（播音員、騎士、裁判）
- 後宮之烏（士兵A）
- 機動戰士鋼彈 水星的魔女（古斯頓·帕切[11]）
- 忍之一時（試驗官、安忍、安忍1）
- VAZZROCK THE ANIMATION（白馬秀明）

2023年
- 文豪Stray Dogs 4th SEASON（演員）
- 阿魯斯的巨獸（禪〈30年前〉）
- 不相信人類的冒險者們好像要去拯救世界（里昂）
- 不要欺負我，長瀞同學 2nd Attack（男劍士）
- 狩火之王（木木人）
- HIGH CARD 至高之牌（奧利弗）
- 英雄傳說 閃之軌跡 北方戰役（巴雷斯坦大佐）
- 在地下城尋求邂逅是否搞錯了什麼Ⅳ 深章 災厄篇（樓陀羅）
- 再得一勝！
- 妖幻三重奏（鈴的父親）
- TechnoRoid 超越意志（桐也的秘書）
- Opus.COLORs（學生們）
- World Dai Star（心菜的父親）
- 轉生貴族的異世界冒險錄～不知自重的眾神使徒～（克羅斯）
- 機戰少女Alice Expansion（鈴木有人[12]、必殺ヴォイス）
- 和山田談場Lv999的戀愛（谷）
- 鬼滅之刃 刀匠村篇（被玉壺吃掉的刀匠）
- 在異世界獲得超強能力的我，在現實世界照樣無敵～等級提升改變人生命運～（海德）
- 機動戰士鋼彈 水星的魔女 Season 2（古斯頓·帕切）
- 絆之Allele（Noelle的父親）
- 【我推的孩子】（SNS的聲音）
- EDENS ZERO 第2期（克勞恩）
- 不死少女的謀殺鬧劇（觀眾、警官）
- 打工吧！魔王大人 2nd Season（野獸魔人、將軍）
- 神劍闖江湖－明治劍客浪漫譚－（我介）
- 聖者無雙～上班族的異世界生存之道～（巴贊、冒險者）
- 奇異賢伴 黑色天使
- Sugar Apple Fairy Tale（約翰·基林）
- AI電子基因（龜井）
- 文豪Stray Dogs 5th SEASON（福地的部下）
- 狩龍人拉格納（約翰·基林）
- 競速 OVERTAKE!（賽車手）
- 我想成為影之強者！ 2nd Season（裁判）
- 大小姐和看門犬（組員1）
- 不死不運（手下、觀光客）
- 偶像大師 百萬人演唱會！（靜香的父親[13]）

2024年
- 夢想成為魔法少女（花之魔物）
- 反派千金等級99～我是隱藏頭目但不是魔王～（劍術教師）
- 月刊妄想科學（客人）
- 不死不運（扎克、男性）
- Unnamed Memory 無名記憶（拉納克[14]）
- 關於我轉生變成史萊姆這檔事 第3期（黑兵衛）
- 偶像大師 閃耀色彩（活動擔當者[15]）
- 刀劍亂舞 迴 -虛傳 燃燒的本能寺-（彌助）
- 失憶投捕（高木）
- 異世界自殺突擊隊（士兵B）
- Delico's Nursery（莫里斯）
- 擅長逃跑的殿下
- 異世界失格（智慧的試煉）
- 靠廢柴技能【狀態異常】成為最強的我將蹂躪一切（士兵）
- 一兆＄遊戲（柳田淳一）
- 刀劍神域外傳 Gun Gale Online II（玩家）
- 神之塔 -Tower of God- 王子的歸還 / 工房戰（亞瑞謝·阿米考洽茲）
- FAIRY TAIL魔導少年 百年任務（梅特羅）
- 去參加聯誼，卻發現完全沒有女生在場
- 青之壬生浪（會津藩士）
- 悲喜漁生（直播主）

2025年
- 青之驅魔師 終夜篇（住民、驅魔師、職員）
- 異修羅 第2期（空雷的卡約）
- S級怪獸《貝希摩斯》被誤認成小貓，成為精靈女孩的騎士（寵物）一起生活（丹尼）
- 吸吸吸吸吸血鬼（土方歲三、變質者）
- 凍牌（圭的下家、觀眾、墨鏡）
- SAKAMOTO DAYS 坂本日常（殭屍、影碟出租店店員）
- 我的幸福婚約 第2期（田中）
- 想星機械天使 Myth of Emotions（原）
- 泡泡糖忍戰（シャドーニンジャ）
- 九龍大眾浪漫（肖恩）
- 來到棒球場捕捉我吧！（大竹）
- 瞬間治癒卻被當成廢物踢出隊伍的天才治療師，改當無照治療師快樂過活（塞爾巴）
- GACHIAKUTA（族民、連帽衫男）
- 新吊帶襪天使（卡牌店店長）

### OVA
2010年
- 我是御宅上班族

2013年
- Little Busters!（學生A）※全卷購入特典

2014年
- 鎖鏈戰記 〜短動畫〜（維爾納、納科爾[16]）
- 夢幻足球手Stella（坂本轍平[17]）※單行本第8、9卷附贈DVD限定版
- Little Busters! EX（學生、學生A）

2015年
- 晨曦公主（先代白龍）※單行本第19卷附贈原創DVD限定版
- 偷×看（男子C）※單行本第6卷附贈DVD限定版
- 夢幻足球手Stella（坂本轍平[18]）※單行本第10卷附贈DVD限定版

2016年
- 出包王女DARKNESS（醫療機器人）※單行本第15卷限定版贈品
- 食戟之靈「巧的下町合戰」（青木大吾）
- 食戟之靈「暑假的繪里奈」（青木大吾）

2017年
- 食戟之靈 貳之皿「秋月的邂逅」（青木大吾）
- 食戟之靈 貳之皿「遠月十傑」（青木大吾）

2018年
- 搖曳莊的幽奈小姐（魚人）※漫畫第12卷附贈動畫BD限定版

2020年
- 排球少年！！陸VS空 (沼井和馬)

### 劇場版動畫
2010年
- 超劇場版Keroro軍曹 誕生！究極Keroro 奇蹟的時空島！！

2014年
- 劇場版 K MISSING KINGS（坂東三郎太、布施大輝）
- 猛烈宇宙海賊 ABYSS OF HYPERSPACE -亞空的深淵-

2015年
- 心靈想要大聲呼喊。（明田川[19]）

### 網路動畫
2013年
- 我的妹妹哪有這麼可愛。（過路人）
- SHOW BY ROCK!!（艾恩[20]）

2016年
- 怪物彈珠（洛基）

2017年
- 夢王國與沉睡中的100位王子殿下 短篇動畫（男A）

### 遊戲
演出時期不明
- 白貓Project（將軍[21]）

2008年
- L的季節2 invisible memories（代理人）
- 校園爭奪戰

2009年
- 虎與龍攜帶版
- Myself ; Yourself 各自的發展（村山朔也）

2011年
- AKIBA'S TRIP（男性街角色、小次郎）
- 安琪莉可 魔戀六騎士
- Rewrite（吉野晴彥）

2012年
- 亞迦雷斯特戰記 Mariage（雷因）
- AKIBA'S TRIP PLUS（男性街角色、小次郎）
- 我的妹妹哪有這麼可愛 攜帶版哪有可能繼續

2013年
- 秋葉原之旅2（立花悠斗[22]）
- 鎖鍊戰記（魔法兵團師團長維爾納、其他）

2014年
- 三國魂（主人公3〈男〉[23]）

2015年
- 疾走王子（宇都宮傳、間瀨曉嗣[24]）
- 夢幻模擬戰：Reincarnation －轉生－（安德烈·凱提斯[25]）

2016年
- 卡片戰鬥先導者G 超越勝利（安城守）
- 鏡界的白雪（欠屋右愛[26]）

2017年
- Paranormal Kiss（一之瀨紋次）

2024年
- 魔法禁书目录 幻想收束（提克帕托）

## 外部連結
- 事務所公開簡歷（日語）
- WELL DONE（官方Blog） （页面存档备份，存于）（日語）